# Iso Lintujärvi, Norrbotten
Iso Lintujärvi är en sjö i Pajala kommun i Norrbotten och ingår i Torneälvens huvudavrinningsområde. Sjön har en area på 0,0539 kvadratkilometer och ligger 253,2 meter över havet.

## Delavrinningsområde
Iso Lintujärvi ingår i det delavrinningsområde (750931-179050) som SMHI kallar för Mynnar i Lainioälvens vattendragsyta. Medelhöjden är 249 meter över havet och ytan är 8,99 kvadratkilometer. Räknas de 11 avrinningsområdena uppströms in blir den ackumulerade arean 95,13 kvadratkilometer. Nuuksujoki (Leipiöjoki) som avvattnar avrinningsområdet har biflödesordning 3, vilket innebär att vattnet flödar genom totalt 3 vattendrag innan det når havet efter 273 kilometer. Avrinningsområdet består mestadels av skog (83 procent). Avrinningsområdet har 0,47 kvadratkilometer vattenytor vilket ger det en sjöprocent på 5,2 procent.